# Jekaterina Novitskaja
Jekaterina Novitskaja (Russisch: Екатерина Георгиевна Новицкая, Moskou, 24 oktober 1951) is een Russisch-Belgische pianiste. 
Ze is de dochter van Georgi Novitski, decaan van het departement geschiedenis van de Staatsuniversiteit van Moskou. Als hoogbegaafd kind uit een muzikale familie, studeerde ze vanaf zesjarige leeftijd aan de Centrale Muziekschool van Moskou. Later ging ze naar het Conservatorium van Moskou. Ze volgde les bij onder meer Jevgenija Timakina en Lva Oborina.
In 1968 won ze de Koningin Elisabethwedstrijd voor piano, waar ze uitzonderlijk toegelaten werd gezien haar jonge leeftijd.
In 1978 trouwde ze met de Belgische pianist François-Emmanuel Hervÿ, met wie ze een relatie was begonnen tijdens de Elisabethwedstrijd in 1968. Het gezin vestigde zich in Henegouwen en telt 5 kinderen.
- Bibsys: 8016158
- Bibliothèque nationale de France: cb139930806 (data)
- Catàleg d'autoritats de noms i títols de Catalunya: 981058516824206706
- Gemeinsame Normdatei: 135041228
- International Standard Name Identifier: 0000 0000 5518 8320
- Library of Congress Control Number: no2003001775
- MusicBrainz: 63eb3804-3417-4a2b-bfed-f65fbea49386
- Nationale Bibliotheek van Israël: 987007409459005171
- Réseau des bibliothèques de Suisse occidentale: 02-A022749754
- Virtual International Authority File: 61741590
- WorldCat: E39PBJcrcdcHCFGdv8bxMVTPwC